# Альклед
Алькле́д (от лат. aluminium и англ. clad — покрытый) — материал в виде листа или трубы из прочного алюминиевого сплава, покрытого (плакированного) с обеих сторон слоем высокочистого алюминия для защиты от коррозии.

## Общие сведения
Альклед (англ. Alclad) прочный, лёгкий, стойкий к коррозии материал в виде листа или трубы, представляющий собой алюминиевый сплав, например, дюралюминий, покрытый с обеих сторон для коррозионной защиты чистым алюминием. Был разработан в начале 1920-х годов по заказу Национального консультативного комитета по воздухоплаванию США для использования в авиастроении. Его испытания в течение 24 недель на воздействие солевого тумана, имитирующего морские условия, показали практически полное сохранение прочностных характеристик, в пределах точности эксперимента, .
Термин Альклед (англ. Alclad) является торговой маркой принадлежащей американской компании Alcoa.

## Практическое использование
Альклед широко использовался в авиационной промышленности, особенно во второй трети XX века. Так например, в 1929 году из этого сплава был построен первый цельнометаллический дирижабль ZMC-2, а с 1927 года по 1933 год выпускался самолёт Ford Trimotor.